# Corynoserica tetraphylla
Corynoserica tetraphylla är en skalbaggsart som beskrevs av Moser 1918. Corynoserica tetraphylla ingår i släktet Corynoserica och familjen Melolonthidae. Inga underarter finns listade i Catalogue of Life.